# L’Hospitalet de Llobregat
L’Hospitalet de Llobregat (wym. [ɫuspitəˈɫɛd də ʎuβɾəˈɣat]) – miasto w północno-wschodniej Hiszpanii, w regionie Katalonia w comarce Barcelonès, w zespole miejskim Barcelony. Liczy 261 310 mieszkańców i zajmuje powierzchnię 12,49 km². Jest największym przedmieściem na terenie całej Unii Europejskiej.
W mieście znajduje się stacja kolejowa L’Hospitalet de Llobregat.
Tutaj urodzili się były bramkarz zespołu FC Barcelona, Víctor Valdés i obrońca tego klubu – Jordi Alba, także Sergio González – piłkarz i trener.

## Współpraca
- Bajonna, Francja